# Ilattia stricta
Ilattia stricta là một loài bướm đêm trong họ Noctuidae.